# 3777 McCauley
3777 McCauley eller 1981 JD2 är en asteroid i huvudbältet som upptäcktes den 5 maj 1981 av den amerikanska astronomen Carolyn S. Shoemaker vid Palomar-observatoriet. Den är uppkallad efter geologen John Francis McCauley.
Den tillhör asteroidgruppen Flora.